# I. e. 11
Évszázadok: i. e. 2. század – i. e. 1. század – 1. század
Évtizedek: i. e. 60-as évek – i. e. 50-es évek – i. e. 40-es évek – i. e. 30-as évek – i. e. 20-as évek – i. e. 10-es évek – i. e. 1-es évek – 1-es évek – 10-es évek – 20-as évek – 30-as évek
Évek: i. e. 16 – i. e. 15 – i. e. 14 – i. e. 13 –  i. e. 12 – i. e. 11 – i. e. 10 – i. e. 9 – i. e. 8 – i. e. 7 – i. e. 6

## Események

### Római Birodalom
- Quintus Aelius Tuberót és Paullus Fabius Maximust választják consulnak.
- Az előző év végén Rómába visszatérő Nero Claudius Drusus praetor urbanus címet kap germániai győzelmeiért. Drusus hamarosan ismét a Rajnához utazik, ahol öt légióval a Rajna jobb mellékfolyója, a Lippe mentén benyomul a germán törzsek területére és legyőzi a Tencteri és Usipetes törzseket. A tél közeledtével visszatér Galliába és útközben visszaveri az Cherusci törzs rajtaütésszerű támadását. A mai Bonn, Dorsten, Haltern és Bergkamen területén helyőrségeket hagy hátra, majd visszautazik Rómába, ahol a szenátus az ovatio kitüntetésében részesíti.
- Tiberius leveri a pannoniai és dalmáciai lázongásokat. Augustus császár kívánságára elválik feleségétől, Vipsaniától és feleségül veszi Augustus lányát, a frissen megözvegyült Juliát.

## Halálozások
- Octavia Thurina Minor, Augustus császár nővére.

## Fordítás
- Ez a szócikk részben vagy egészben  a(z)   11 BC című angol Wikipédia-szócikk ezen változatának fordításán alapul.  Az eredeti cikk szerkesztőit annak laptörténete sorolja fel. Ez a jelzés csupán a megfogalmazás eredetét és a szerzői jogokat jelzi, nem szolgál a cikkben szereplő információk forrásmegjelöléseként.